# Degmarn
Degmarn ist ein Ort im Landkreis Heilbronn in Baden-Württemberg. Er ist seit 1971 ein Teil der Gemeinde Oedheim.

## Geographie
Degmarn liegt rund drei Kilometer nordöstlich von Oedheim, die alte Ortsbebauung liegt am hier steil abfallenden Ufer des Kochers. Die etwa 361 Hektar umfassende Markung liegt auf einer Höhe zwischen 153,6 Meter und 217 Meter über Meereshöhe. Der Ort selbst liegt dabei in etwa auf einer Höhe von 190 Metern. 80 Prozent der Bodenfläche sind von Äckern, Wiesen und Gärten bedeckt. Wald bedeckt etwa 50 Hektar der Markungsfläche.

## Geschichte

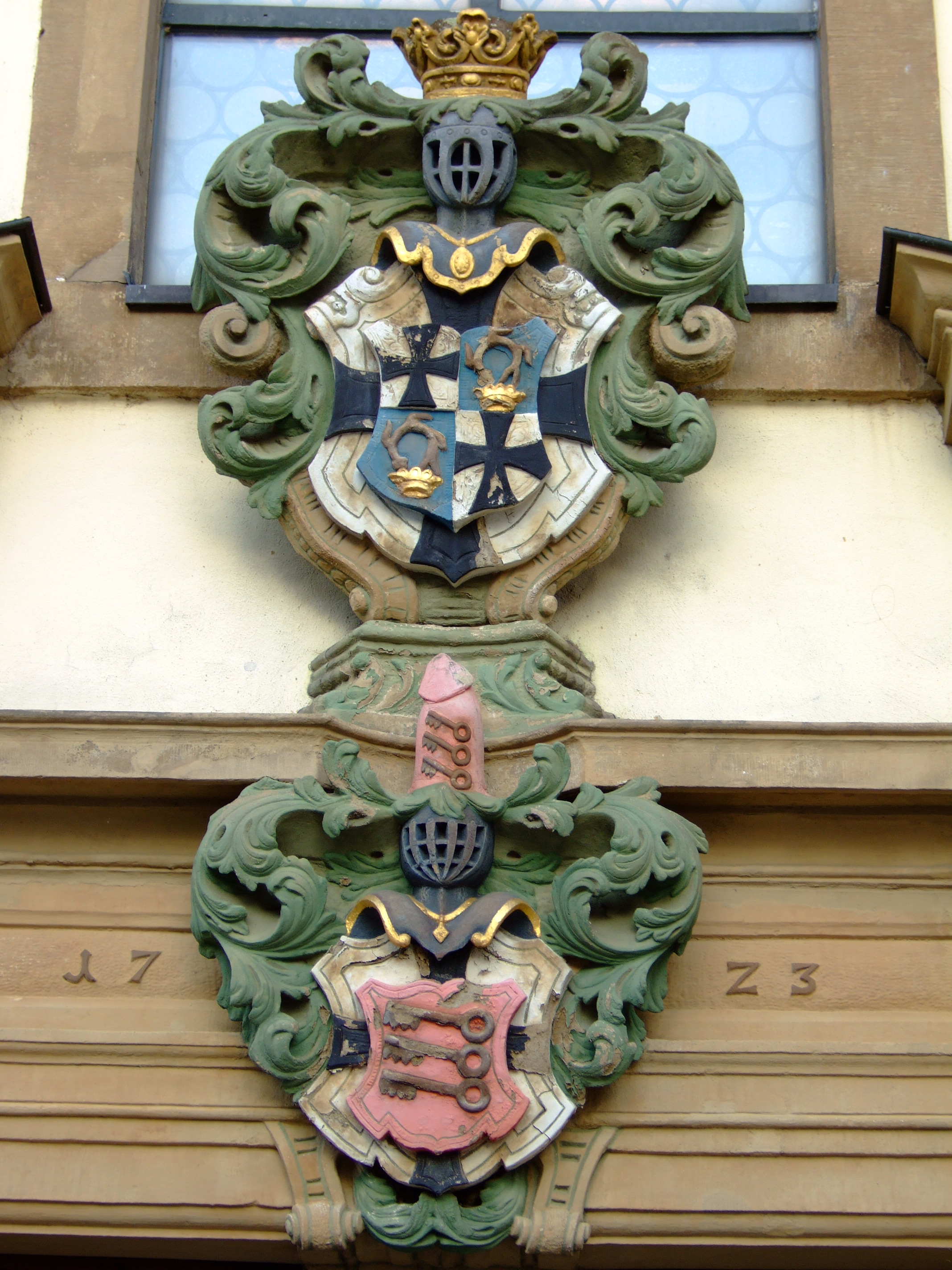
Deutschordensritter-Wappen am Portal der Pfarrkirche

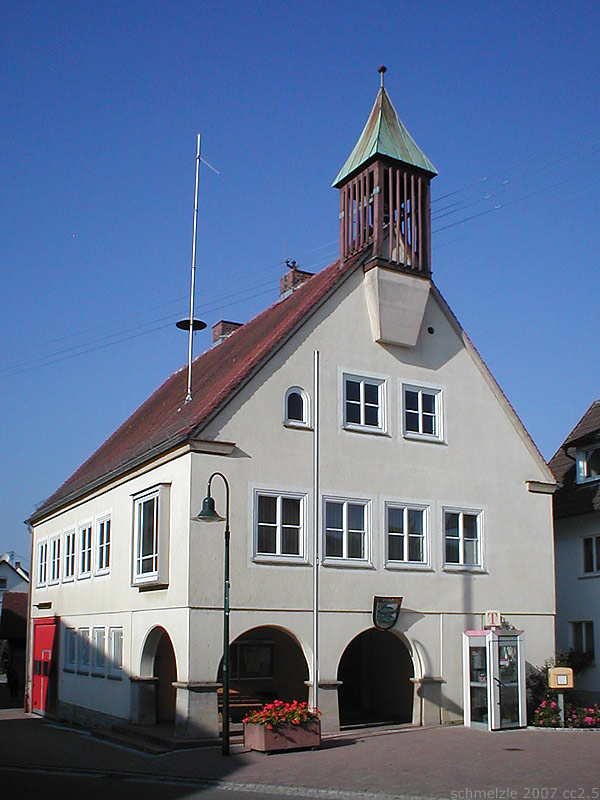
Rathaus, erbaut 1958

Die ältesten Siedlungsfunde auf dem Gebiet von Degmarn datieren zurück in die Jungsteinzeit (4000 bis 2000 v. Chr.). Auch aus der Bronzezeit und der Zeit der Kelten wurden Funde geborgen. Der Ortsname lässt die Gründung des heutigen Ortes in der Zeit der Alamannen nach 260 n. Chr. vermuten. Der 1319 als Degmaringen erstmals erwähnte Ort könnte bei seiner Gründung Sitz eines Sippenführers Degmar gewesen sein.
Der Ort war im 12. Jahrhundert Reichsgut der Staufer und kam von diesen über die Herren von Neideck und die Kelner von Brettach an die Herren von Weinsberg, die einzelne Güter als Lehen an zahlreiche niedere Adelige vergaben, darunter die Herren von Berlichingen und die Herren von Gemmingen. Das Kloster Schöntal und die Herren von Gemmingen konnten außerdem auch einzelne Höfe erwerben. Im 15. Jahrhundert kam Degmarn zum Deutschen Orden und darin zur Kommende Heilbronn. Aufgrund der Ordenszugehörigkeit blieb Degmarn während der Reformation katholisch. Der Deutsche Orden errichtete im 18. Jahrhundert die markanten Gebäude in der Ortsmitte: Schulhaus und Kirche. 1806 wurde der Ort durch die Mediatisierung der Ordensgebiete württembergisch.
1904 vernichtete ein Großbrand mehrere historische Anwesen in der Dorfmitte, im Jahr 1910 brannten abermals mehrere Scheunen nieder. 1933 wurden 416 Einwohner gezählt, 1939 waren es 409 und Ende 1945 waren es 421. Am 5. April 1945 wurde der Ort bei Kampfhandlungen des zu Ende gehenden Zweiten Weltkriegs schwer zerstört (Rathaus, 39 von 72 Wohnhäusern und 69 von 71 Wirtschaftsgebäuden wurden zerstört, Kirche, Schule und Backhaus stark beschädigt). 1952 und 1957 wurden ein neues Schul- und Rathaus errichtet. 1961 wurden rund 520 Einwohner gezählt. Am 1. Juli 1971 wurde Degmarn nach Oedheim eingemeindet. Die Einwohnerzahl beträgt heute (Stand: Juli 2004) ca. 800 Personen.
Degmarn ist ein überwiegend landwirtschaftlich geprägter Wohnort für Pendler der umliegenden Städte und Gemeinden ohne nennenswerte Infrastruktur. Zwischen 1907 und 1993 verkehrte die Untere Kochertalbahn Bad Friedrichshall-Jagstfeld–Ohrnberg als Privatbahn der Württembergischen Eisenbahn-Gesellschaft (WEG) über Degmarn. Die Gleise wurden Anfang 2006 demontiert. Auf der Trasse wird ab Frühjahr 2009 ein Fahrradweg verlaufen. In den letzten Jahrzehnten wurden drei Neubau-Wohngebiete (Hofäcker I bis III) erschlossen. Der Luftsportverein Bad Friedrichshall-Oedheim hat sein Segelfluggelände auf Degmarner Gemarkung.

## Wappen
Das Wappen von Degmarn zeigt zwei gegenläufig schwimmende silberne Fische auf schwarzem Schild. Dieser Entwurf der Landesarchivdirektion von 1914 geht auf historische Gemeindesiegel zurück.

## Sehenswürdigkeiten
- Die Pfarrkirche St. Pankratius wurde im frühen 18. Jahrhundert durch den Deutschen Orden erbaut und 1725 geweiht.
- Das Pfarrhaus neben der Kirche wurde 1764 als Schulhaus ebenfalls durch den Deutschen Orden erbaut. Das Portal des Gebäudes zieren die Wappen der Komturen Karl von Eyb und Karl Friedrich von Eltz. Als Pfarrhaus dient das Gebäude seit 1792. Im Jahr 1877 wurde das Gebäude umfassend renoviert.
- Das Rathaus wurde 1958 anstelle des im Zweiten Weltkrieg zerstörten Vorgängerbauwerks errichtet.
- In der Ortsmitte befindet sich ein altes Backhaus aus der Zeit um 1900, das 1992 renoviert wurde.
- Auf der Gemarkung von Degmarn sind außerdem zwei historische Kapellen sowie viele religiöse Kleindenkmäler wie Kreuze und Bildstöcke zu finden. Das Sandsteinkreuz beim Rathaus stammt aus dem Jahr 1766, an der Kreuzung Schulstraße/Oedheimer Straße befindet sich ein Bildstock von 1732.

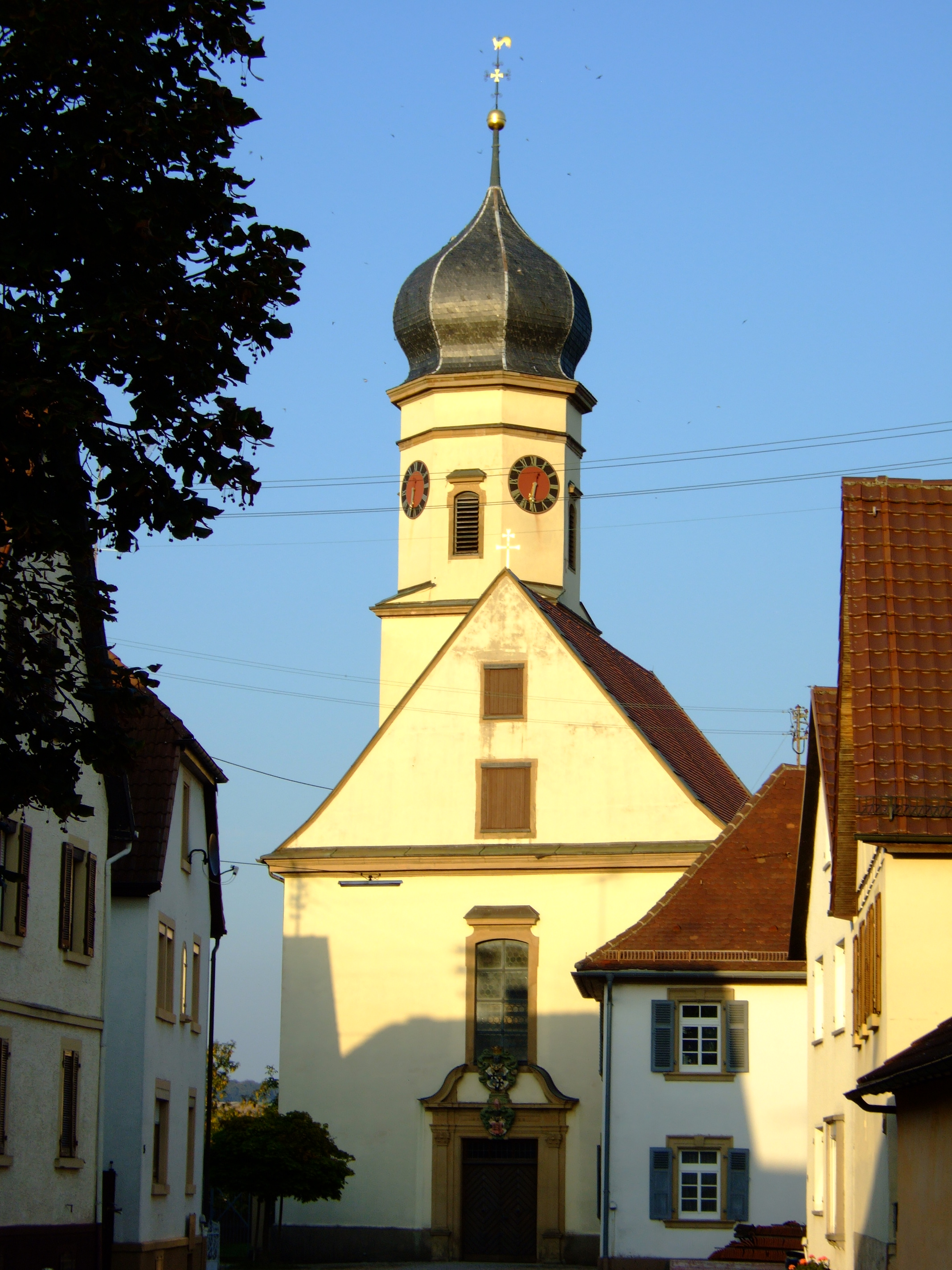
St. Pankratius von Westen, rechts das Pfarrhaus
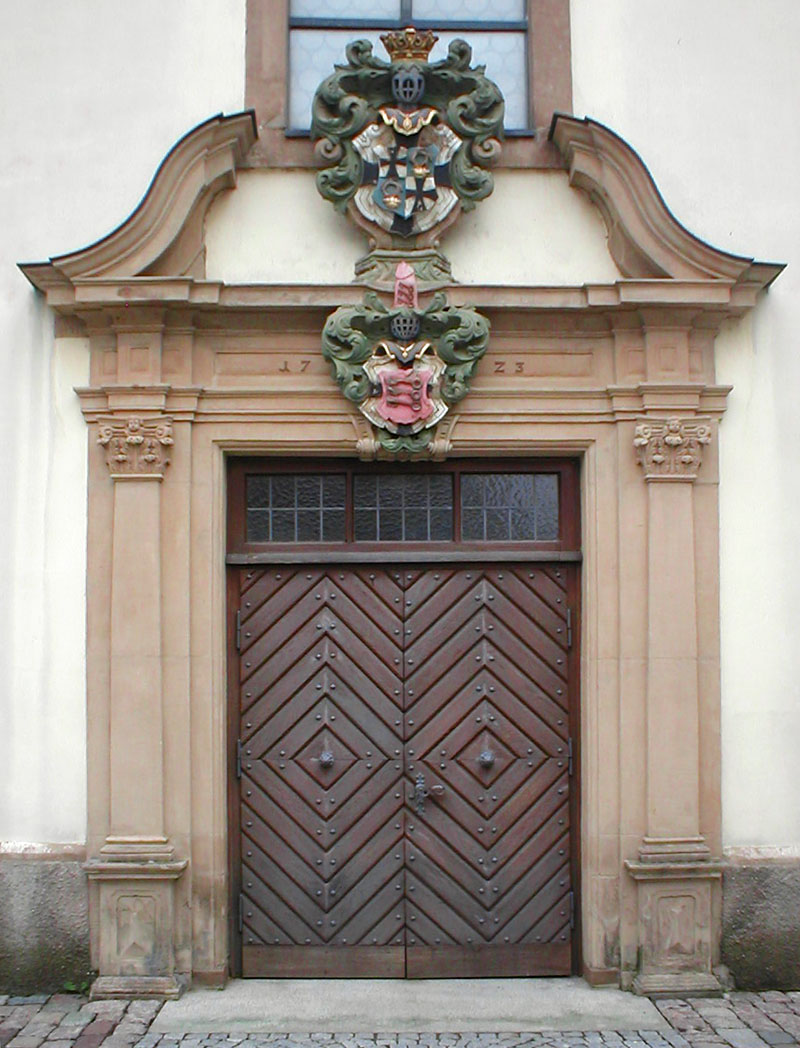
Portal der Pfarrkirche
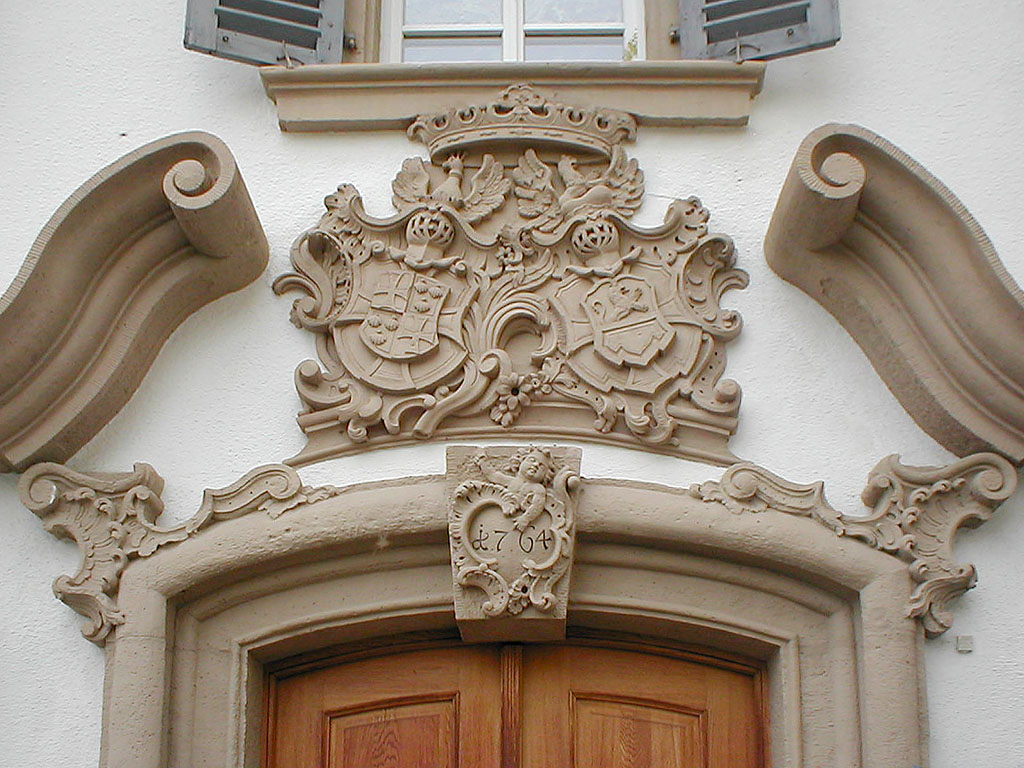
Portal Schulhaus
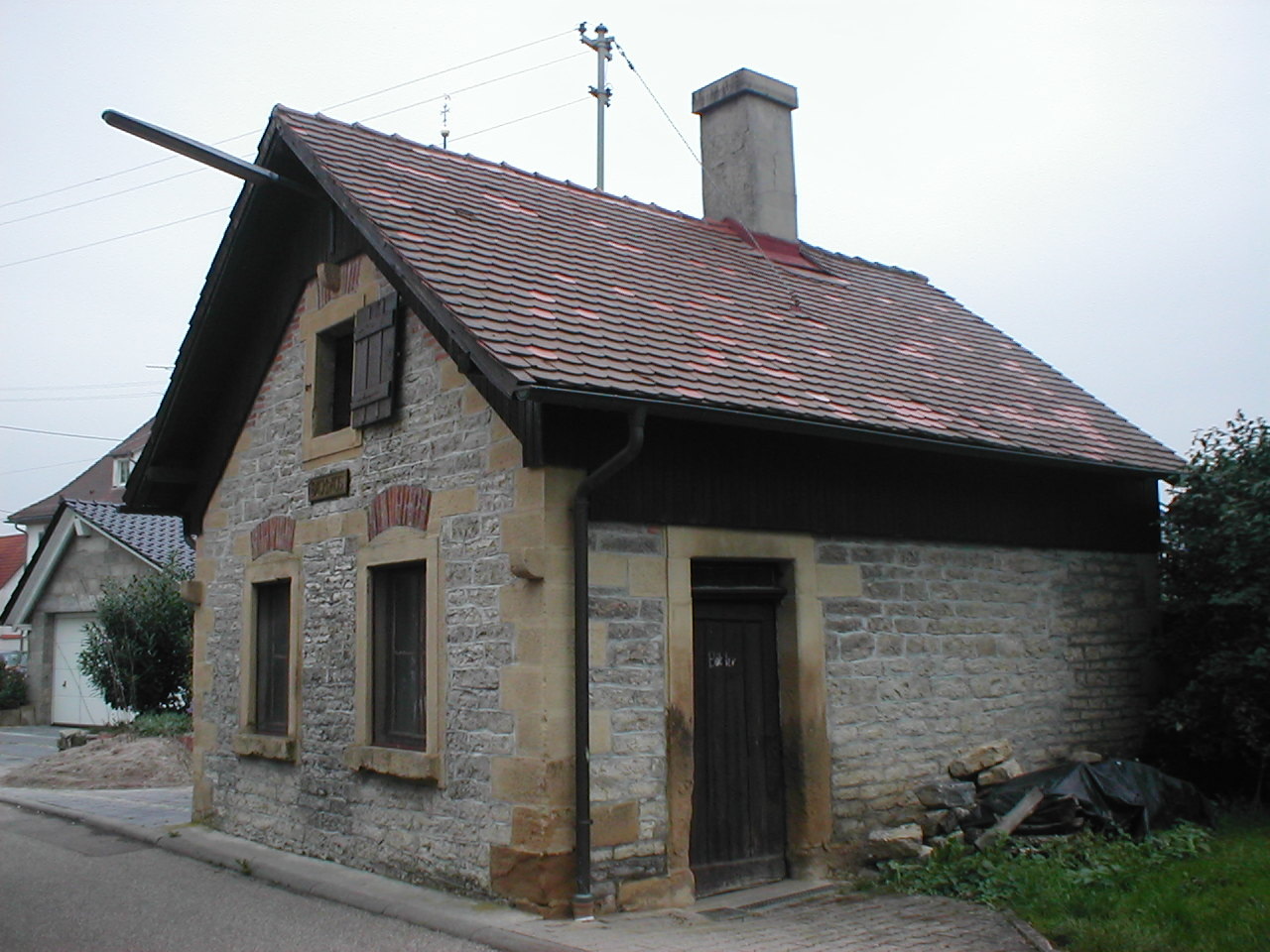
Altes Backhaus

## Ehrenbürger
- 1966: August Horch (* 30. August 1895 in Degmarn; † 1. Juni 1982 ebenda), Bürgermeister in Degmarn von 1945 bis 1966[5]